# Božena Holečková-Seidlová
Božena Holečková-Seidlová (18. listopadu 1897 Smíchov – ???) byla česká spisovatelka, překladatelka a publicistka, v mládí žijící s rodinou v Kišiněvě, zdravotní sestra, členka Sokola a tzv. Prvního československého odboje. Mezi červencem a říjnem 1918 třikrát překročila nestabilní německo-bolševickou hranici jako kurýrka s doručením vzkazů mezi odbojáři na území obsazeném Trojspolkem a československými legiemi v Rusku, se kterými se posléze vrátila do Československa. Byla manželkou novináře, legionáře a pozdějšího politika Vojtěcha Holečka.

## Život
Narodila se na Smíchově u Prahy do rodiny sokolského činitele a učitele tělocviku Josefa Seidla. Rodina se roku 1912 přestěhovala do Kišiněva v Besarábii, kde otec pedagogicky působil. Božena zde vychodila ruské gymnázium.

### Československý odboj
Po vypuknutí první světové války se Kišiněv ocitl v blízkosti bojových frontových linií. Otec a bratr Boženy odešli s ruským transportem gen. Husáka bojovat roku 1917 proti Německu do Francie. Seidlová se také zapojila do válečného úsilí, v letech 1917 až 1918 vypomáhala rok jako zdravotní sestra v kišiněvské nemocnici. Zde se dostala do kontaktu s lidmi okolo exilové skupiny Tomáše Garrigue Masaryka, Edvarda Beneše a Milana Rastislava Štefánika zasazující se o vznik samostatného Československa. Do jejichž řad byla posléze přijata jakožto informátorka a kurýrka. Rovněž měla zprostředkovávat aktivity protiněmecké činnosti na německou armádou obsazeném území Ukrajiny a šířit propagandu mezi rakouskými pluky.
V listopadu 1917 proběhl v Ruském impériu socialistický převrat a vládu nad zemí přebrala komunistická vláda v Moskvě. V březnu 1918 pak uzavřela s mocnostmi Trojspolku separátní mír v Brestu-Litevském, v Rusku se následně rozpoutala občanská válka, do kterých československé legie vojensky zasáhly na straně bělogvarnějců. V té době byla Seidlová pověřena riskantní cestou z Kišiněva přes Ukrajinu a západní Rusko do Čeljabinsku, kde byly soustředěno velitelství legijních pluků a zpravodajství. Obsahem jejích zpráv, naučených zpaměti, byly organizační pokyny, zprávy či informace o stavu a hospodářské situaci rakousko-uherské armády.

### Kurýrkou
Vyrazila 17. července 1918 směrem do Kursku, překročila německo-bolševickou hranici, pokračovala přes Voroněž a Pensu do Simbirska, podél Volhy pak do Stavropole, kde se setkala s prvními jednotkami československých legií. Velké úseky cesty přitom ušla pěšky, oděna v prostě venkovské oblečení. Pak obrněným vlakem legií jela přes Samaru do Čeljabinsku, kde předala své poselství šéfovi československé rozvědky na Rusi Bohdanovi Pavlů. Následně byla vybavena novými rozkazy, se kterými odcestovala za ilegálně působícími představiteli československého odboje v Němci kontrolovaném Kyjevě. Po návratu do Kišiněva jednala mj. se zástupci Rumunského království o podpoře československého exilu. Hranici území okupovaného Německem a bolševiky pak překonala potřetí v říjnu 1918. Zpáteční cesta byla kvůli jejímu cestou zhoršenému zdraví a blížící se zimě nemožná, Seidlová se tedy již se nastálo připojila k vojskům legií, přijata byla s osobním číslem 88558.
Za splnění těchto úkolů byla 28. června 1919 dekorována francouzským vyznamenáním Croix de guerre (Válečný kříž) z rukou velitele spojeneckých sil v Rusku, francouzského generála Maurice Janina. Byla tak první vyznamenanou ženou v československém vojsku v Rusku. Seznámila se v legiích s důstojníkem a redaktorem legionářských novin Vojtěchem Holečkem, za kterého se posléze provdala. S legiemi absolvovala jako zdravotnice (mj. i s několika dalšími českými sestrami) celou Sibiřskou anabázi a vrátila se s vojskem do posléze vzniknuvšího Československa přes Vladivostok a následně mořskou cestou kolem Asie do Evropy.

### V Československu
S manželem žili v Praze, Holeček následně působil jako poslanec Národního shromáždění. Holečková-Seidlová pak vydávala vzpomínkové knihy a texty z kategorie tzv. legionářské literatury. Přeložila rovněž některé texty ruského emigranta Vasilije Ivanoviče Němiroviče-Dančenka žijícího v Praze.

## Dílo
- Přes bolševické fronty (1920, autorem předmluvy František Langer)[8]
- Rok sestrou (1925)